# Forschungs- und Technologierat Bioökonomie
Der Forschungs- und Technologierat Bioökonomie, seit 2012 Bioökonomierat (BÖR), wurde als ein unabhängiges Beratungsgremium der Deutschen Bundesregierung geschaffen, das die Weiterentwicklung der Bioökonomie in Deutschland unterstützen sollte. Im europäischen Forschungsraum ist dieses Konzept der wissensbasierten Bioökonomie als Knowledge Based Bio Economy (KBBE) bekannt. Die erste Arbeitsperiode des Forschungs- und Technologierates Bioökonomie wurde auf drei Jahre festgelegt und dauerte von 2009 bis 2012. Als Bioökonomierat startete das Beratungsgremium im Frühherbst 2012 in seine zweite Arbeitsphase.

## Geschichte
Der Forschungs- und Technologierat Bioökonomie wurde durch die Deutsche Akademie der Technikwissenschaften mit Unterstützung des Bundesministeriums für Bildung und Forschung (BMBF) und des Bundesministeriums für Ernährung, Landwirtschaft und Verbraucherschutz (BMELV) gegründet. Erstmals wurde damit in Deutschland  ein von der Politik initiierter Rat durch eine nationale Wissenschaftsakademie aufgestellt.
Finanziert wurde der Rat mit Mitteln des Bundesministeriums für Bildung und Forschung. Administrativ war der Forschungs- und Technologierat Bioökonomie von 2009 bis 2012 bei acatech in Berlin angesiedelt, das Bundesministerium für Bildung und Forschung fungierte als Schnittstelle zu Bundesregierung und weiteren Ressorts. 

## Zusammensetzung
Die Besetzung des Forschungs- und Technologierates Bioökonomie gestaltete sich nach fachlichen und forschungsstrukturellen Kriterien. Die Berufung der Mitglieder des Rates durch acatech verfolgte dabei das Ziel, sämtliche Kompetenzfelder der Bioökonomie abzubilden. Hierzu zählten insbesondere agrarwissenschaftliche Fächer, wie Boden- und Landnutzung, Pflanzen- und Tierzüchtung sowie Agrarökonomie, aber auch die Bereiche Biotechnologie und Energiebereitstellung. Seit 2012 wird der Rat durch das BMBF bestellt.

## Aufgaben
Der Forschungs- und Technologierat Bioökonomie verstand sich als unabhängiges wissenschaftliches Gremium der Politikberatung, das die Entwicklung des Themenfeldes Bioökonomie in Deutschland aktiv unterstützen wollte. Dabei beabsichtigte der Rat
- einen Überblick über Chancen und Perspektiven im Themenfeld Bioökonomie in Deutschland zu schaffen,
- wissenschaftlich begründete Empfehlungen für Maßnahmen zur Verbesserung der Rahmenbedingungen abzugeben,
- Szenarien für die Gestaltung der Rahmenbedingungen in der Forschung, Ausbildung und Nachwuchsförderung zu entwickeln,
- den Aufbau eines Netzwerks relevanter Akteure aus Wissenschaft, Wirtschaft und Politik im Hinblick auf eine optimierte Abstimmung zu strategischen Fragen voranzutreiben.

Zu den Zielen des Rates zählten in diesem Zusammenhang
- die Analyse wissenschaftlicher Zielsetzungen im Segment der Bioökonomie auf Bund- und Länderebene, im Bereich der EU und anderer internationaler Partnerstaaten,
- die Verbesserung der Rahmenbedingungen für die Bioökonomie,
- die Förderung von nationalen und transnationalen Wissenschaftskooperationen,
- die Entwicklungsbeschleunigung innovativer Technologien im Segment Bioökonomie,
- die Verkürzung der Time-to-Market/Produkteinführungszeiten im Bereich Bioökonomie,
- die Abstimmung mit den Zielen und Inhalten der Hightech-Strategie der Bundesregierung,
- eine verbesserte Zusammenarbeit der betroffenen Bereiche entlang der Wertschöpfungskette.

## Publikationen des Rats
Die Ergebnisse des Forschungs- und Technologierates Bioökonomie wurden in Form von Gutachten und Empfehlungen veröffentlicht. Bislang sind folgende Publikationen erschienen:
- Kompetenzen bündeln, Rahmenbedingungen verbessern, internationale Partnerschaften eingehen (Empfehlungen des Bioökonomierats Nr. 01, 2009)[1]
- Innovation Bioökonomie. Forschung und Technologieentwicklung für Ernährungssicherung, nachhaltige Ressourcennutzung und Wettbewerbsfähigkeit (Gutachten, 2010)[2]
- Prioritäten in der Bioökonomie-Forschung (Empfehlungen des Bioökonomierats Nr. 02, 2011)[3]
- Nachhaltige Nutzung von Bioenergie (Empfehlungen des Bioökonomierats Nr. 03, 2012)[4]
- Weiterentwicklung des Förderinstrumentariums von öffentlicher und privater Forschung im Hinblick auf die Anforderungen der Bioökonomie (Empfehlungen des Bioökonomierats Nr. 04, 2012)[5]
- Internationalisierung der Bioökonomieforschung in Deutschland - Erste Empfehlungen (Empfehlungen des Bioökonomierats Nr. 05, 2012)[6]
- Anforderungen an eine Bioinformatik-Infrastruktur in Deutschland zur Durchführung von bioökonomierelevanter Forschung (Empfehlungen des Bioökonomierats Nr. 06, 2012)[7]
- Die Zukunft im Sektor Lebensmittel, Ernährung und Gesundheit (Empfehlungen des Bioökonomierats Nr. 07, 2012)[8]

Das Gutachten und alle Empfehlungen sind auch in englischer Sprache erhältlich.
Darüber hinaus gibt der Bioökonomierat die Reihe „Berichte aus dem Bioökonomierat“ heraus. Diese umfassen themenspezifische Fachpublikationen, Projekt- und Tagungsberichte, beispielsweise zu den Themenschwerpunkten Biotechnologie, Tier-, Boden- und Pflanzenforschung sowie zur Aquakultur in Deutschland.